# Тростань
Тростань — деревня в Новозыбковском городском округе Брянской области.

## География
Находится в западной части Брянской области на расстоянии приблизительно 4 км на восток по прямой от железнодорожного вокзала районного центра города Новозыбков.

## История
Известна с первой половины XVII века как владение шляхтича Красновского, со второй половины XVII века по 1730 год — владение стародубского магистрата, позднее — Безбородко и других помещиков. В 1859 году учтено было 144 двора, в 1892—240. До 2019 года входило в Тростанское сельское поселение как административный центр до его упразднения. С 1960-х годов в деревне имеется заметное цыганское меньшинство.

## Население
Численность населения: 997 человек (1859 год), 1571 (1892), 766 человек в 2002 году (русские 86 %), 771 в 2010.